# Jerry Sneva
Jerry Sneva (ur. 23 maja 1949 w Spokane, zm. 27 stycznia 2018) – amerykański kierowca wyścigowy.

## Życiorys
Sneva rozpoczął karierę w międzynarodowych wyścigach samochodowych w 1977 roku od startów w USAC National Championship. Z dorobkiem 150 punktów został sklasyfikowany na 31 pozycji w końcowej klasyfikacji kierowców. W późniejszym okresie Amerykanin pojawiał się także w stawce CART Indy Car World Series, Indianapolis 500 oraz USAC Gold Crown Championship.
W CART Indy Car World Series Sneva startował w latach 1979-1984. Najlepszy wynik Amerykanin osiągnął w 1979 roku, kiedy uzbierane 155 punktów dało mu 21 miejsce w klasyfikacji generalnej.